# HD 180902 b
HD 180902 b is een exoplaneet die draait om de ster HD 180902. HD 180902 staat ongeveer 342 lichtjaar van ons vandaan in het sterrenbeeld Boogschutter. De planeet is 2,3 tot 3,5 miljard jaar oud. Hij heeft een massa van ongeveer 1,6 keer die van Jupiter.